# 천기 (연호)
천기(天紀)는 중국 손오(孫吳) 말제(末帝)의 여덟 번째 연호이자 손오의 마지막 연호이다. 277년에서 280년 3월까지 3년 3개월 동안 사용하였다. 276년, 오흥(吳興) 양선산(陽羨山)의 석실(石室)이라 불리는 속이 빈 돌 표면에 상서로운 기운이 있어 이것에 봉선(封禪) 의식을 행하고 277년에 개원하였다. 280년 3월, 서진(西晉)에게 멸망당하면서 폐지되었다.
같은 시기에 사용된 다른 연호로는 서진(西晉)에서 사용한 함녕(咸寧 : 275년 ~ 280년)이 있다.

## 연대대조표
| 천기                | 원년           | 2년        | 3년        | 4년        |
| 서력                | 277년          | 278년      | 279년      | 280년      |
| 육십간지 (六十干支) | 정유(丁酉)     | 무술(戊戌) | 기해(己亥) | 경자(庚子) |
| 서진 (西晉)         | 함녕(咸寧) 3년 | 4년        | 5년        | 6년        |

## 같이 보기
- 중국의 연호

| 이전 연호 천새(天璽) | 중국의 연호 손오(孫吳) | 다음 연호 - |